# TT284
TT284 (Theban Tomb 284) è la sigla che identifica una delle Tombe dei Nobili ubicate nell'area della cosiddetta Necropoli Tebana, sulla sponda occidentale del Nilo dinanzi alla città di Luxor, in Egitto. Destinata a sepolture di nobili e funzionari connessi alle case regnanti, specie del Nuovo Regno, l'area venne sfruttata, come necropoli, fin dall'Antico Regno e, successivamente, sino al periodo Saitico (con la XXVI dinastia) e Tolemaico.

## Titolare
TT284 era la tomba di:
| Titolare                   | Titolo                                | Necropoli       | Dinastia/Periodo  | Note |
| -------------------------- | ------------------------------------- | --------------- | ----------------- | ---- |
| Pahemnetjer (o Pahemneter) | Scriba delle offerte di tutti gli dei | Dra Abu el-Naga | Periodo Ramesside |      |

## Biografia
Ray fu il nome del padre di Pahemnetjer, mentre Beck(et)werner quello della moglie.

## La tomba
TT284 è planimetricamente costituita da una sala trasversale e da una seconda sala rettangolare in cui si apre una cappella. Un corridoio reca su entrambe le pareti (1 in planimetria) le immagini del defunto e della moglie; a destra sono inoltre riportati testi sacri; da questo si accede alla camera trasversale; sulle pareti: su due registri e in due scene (2-3), il defunto e la moglie in adorazione, e il solo defunto in adorazione di una fila di re, regine, principi e principesse. La scena, qui iniziata, prosegue (4) con la processione funeraria in cui uno scrigno e il sarcofago vengono trasportati da preti e trainati da buoi con corteo di prefiche. In più scene proseguenti dalle precedenti (3), preti e dolenti dinanzi alla mummia e il defunto e la moglie che adorano Ra-Horakhti, Anubi, Thot, Iside, Nephtys, Maat. Seguono (5), su due registri sovrapposti, il defunto adora le statue di un re e di una regina trasportate in processione seguite da portatori di flabello e scena di adorazione del defunto e della moglie da parte di preti che offrono libagioni. Su altra parete (6), su due registri, le barche della Triade tebana, costituita dagli dei Amon, Mut e Khonsu, trasportate da preti in processione alla presenza di folla acclamante, e il defunto in adorazione degli dei Osiride, Iside e Nephtys. Poco oltre il defunto e la moglie, in presenza del ba, su una barca. Sulla parete più breve (7), su due registri, granai con cumuli di grano e fanciulli che spaventano uccelli. Scene da una festa dedicata alla dea Thermutis, rappresentata come serpente, in presenza di un re (?) e una regina; il defunto e la moglie adorano tre dee in forma di serpente e ancora il defunto e la moglie inginocchiati dinanzi a un padiglione in cui si svolge la Confessione negativa. Sulla parete adiacente (8), su due registri, tre scene tratte dal Libro delle Porte, il defunto e la moglie accompagnati da Anubi presenziano alla pesatura del cuore dinanzi a Thot. Horus presenta il defunto a Osiride, Iside e Nephtys mentre un uomo offre libagioni e tre dee bevono in presenza di alcuni ba.
Un breve corridoio (9), sulle cui pareti sono rappresentati il defunto e la moglie e sono riportati testi sacri, immette in una camera rettangolare sulle cui pareti (10-11), su tre registri e tre scene, son rappresentati il defunto in presenza di alcune divinità, preti che offrono libagioni e incensi al defunto e alla moglie e portatori di offerte. Su altra parete (12) il defunto e la moglie purificati da preti e (13), su due registri e quattro scene, il defunto in presenza di alcune divinità, il defunto e la moglie in presenza di Osiride e di una dea con testa di mucca. Sul fondo una cappella, non ultimata, presenta (14) scene scarsamente leggibili di testi e preti in offertorio al defunto e alla moglie.

### Annotazioni
1. ↑  La numerazione dei locali e delle pareti segue quella di Porter e Moss 1927, p. 356.
2. ↑  La prima numerazione delle tombe, dalla numero 1 alla 252, risale al 1913 con l'edizione del "Topographical Catalogue of the Private Tombs of Thebes" di Alan Gardiner e Arthur Weigall. Le tombe erano numerate in ordine di scoperta e non geografico; ugualmente in ordine cronologico di scoperta sono le tombe dalla 253 in poi.
3. ↑  I campi della Duat, ovvero l'aldilà egizio, si trovavano, secondo le credenze, proprio sulla riva occidentale del grande fiume.
4. ↑  Nella sua epoca di utilizzo, l'area era nota come "Quella di fronte al suo Signore" (con riferimento alla riva orientale, dove si trovavano le strutture dei Palazzi di residenza dei re e i templi dei principali dei) o, più semplicemente, "Occidente di Tebe".
5. ↑  le Tombe dei Nobili, benché raggruppate in un'unica area, sono di fatto distribuite su più necropoli distinte.
6. ↑  Le note, sovente di inquadramento topografico della tomba, sono tratte, fino alla TT252, dal "Topographical Catalogue" di Gardiner e Weigall, ed. 1913 e fanno perciò riferimento alla situazione dell'epoca.
7. ↑  La barca di Amon risulta praticamente illeggibile.

### Fonti
1. ↑  Gardiner e Weigall 1913.
2. ↑  Donadoni 1999,  p. 115.
3. ↑  Porter e Moss 1927, p. 366.
4. ↑  Porter e Moss 1927,  p. 366.
5. ↑  Porter e Moss 1927,  pp. 366-367.